# Marco Polo
Marco Polo (15. září 1254, ostrov Korčula nebo Benátky – 8. ledna 1324, Benátky) byl benátský kupec, cestovatel a dvořan mongolského velikého chána Kublaje. Proslavil se svými cestami po Číně, zaznamenanými v knize Milion. Byl prvním Evropanem, který podrobněji popsal východní Asii. Je po něm pojmenován kráter Marco Polo na přivrácené straně Měsíce.

## Přezdívka Milion
Jméno je zaznamenáno v benátských archivech jako Marco Paulo de confinio Sancti Iohannis Grisostomi, Marco Polo z okrsku sv. Jana Zlatoústého (kostel v Benátkách). Již v titulech středověkých rukopisů se objevuje označení „řečený Milion“ (dit Milion, detto il Milione). Formulace je však dvojznačná a není jasné, zda se tak přezdívalo samotnému Marku Polovi, nebo jeho knize. Humanista Giovanni Battista Ramusio později napsal, že se mu říkalo messer Marco Milioni podle toho, jak popisoval bohatství chána v milionech. Byly však i jiné výklady přezdívky, podle bohatství rodiny Polových nebo podle velkého množství líčených událostí. V 19. století se objevil názor, že jde o apokopu z Emilione, zřejmě posměšnou zdrobnělinu „Emílek“, která se vztahovala na jednu větev rodiny Polových (zmiňována i u Markova otce).

## Bratři Polové

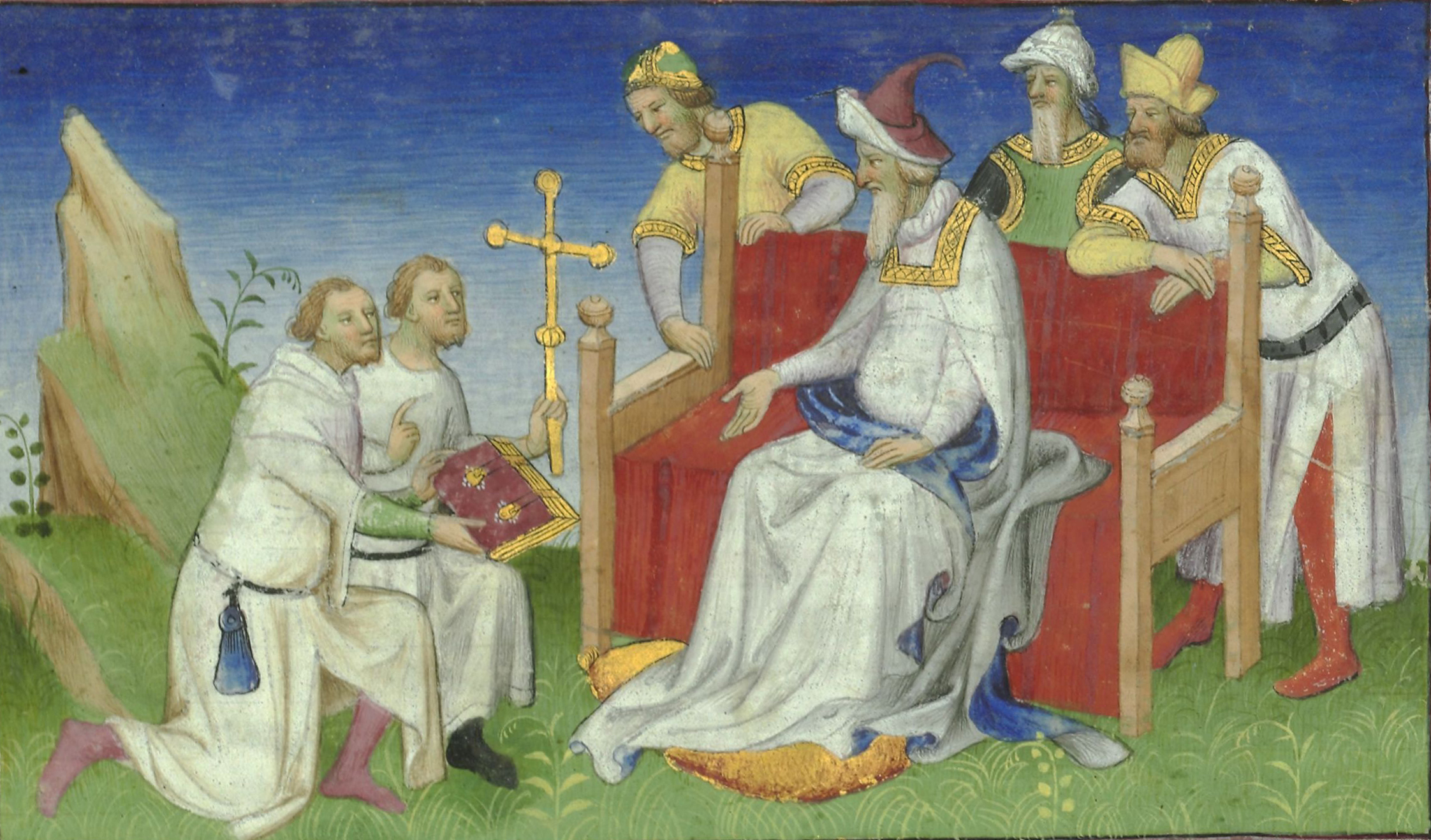
Bratři Polové u chána Kublaje

Marco se narodil v benátské kupecké rodině. Jeho otec Niccolo a strýc Maffeo již v šedesátých letech podnikli výpravu do mongolské říše.
Nejdříve pobývali delší dobu v Konstantinopoli, kde měla Benátská republika od čtvrté křížové výpravy svou čtvrť a další rozsáhlé državy. V roce 1259 nebo 1260, rok před dobytím Konstantinopole a obnovením byzantské říše, se uchýlili na krymskou Soldaiu, kde působili benátští kupci a která byla součástí nového mongolského státu Zlatá horda. Odtud se vydali dále na východ na cestu do nitra Asie až do Buchary, kde pobyli tři roky. V roce 1264 se přidali k poselstvu chána Hülegüho k jeho bratrovi, velkému chánovi Kublajovi do Chanbaliku (dnes Peking). Po mnoha letech se vrátili přes křižácký přístav Akra do Benátek s Kublajovým poselstvím pro papeže. Velký chán, jehož matka byla nestoriánkou, si přál, aby papež vyslal do jeho říše stovku křesťanských kněží a olej z lampy v chrámu Božího hrobu. Jejich poselství však zdržela dlouhá sedisvakance (od 1268), nový papežem se stal v roce 1271 papežský legát v Akře Teobaldo Visconti, se kterým se již dříve potkali.

## Cesta do Číny a zpátky

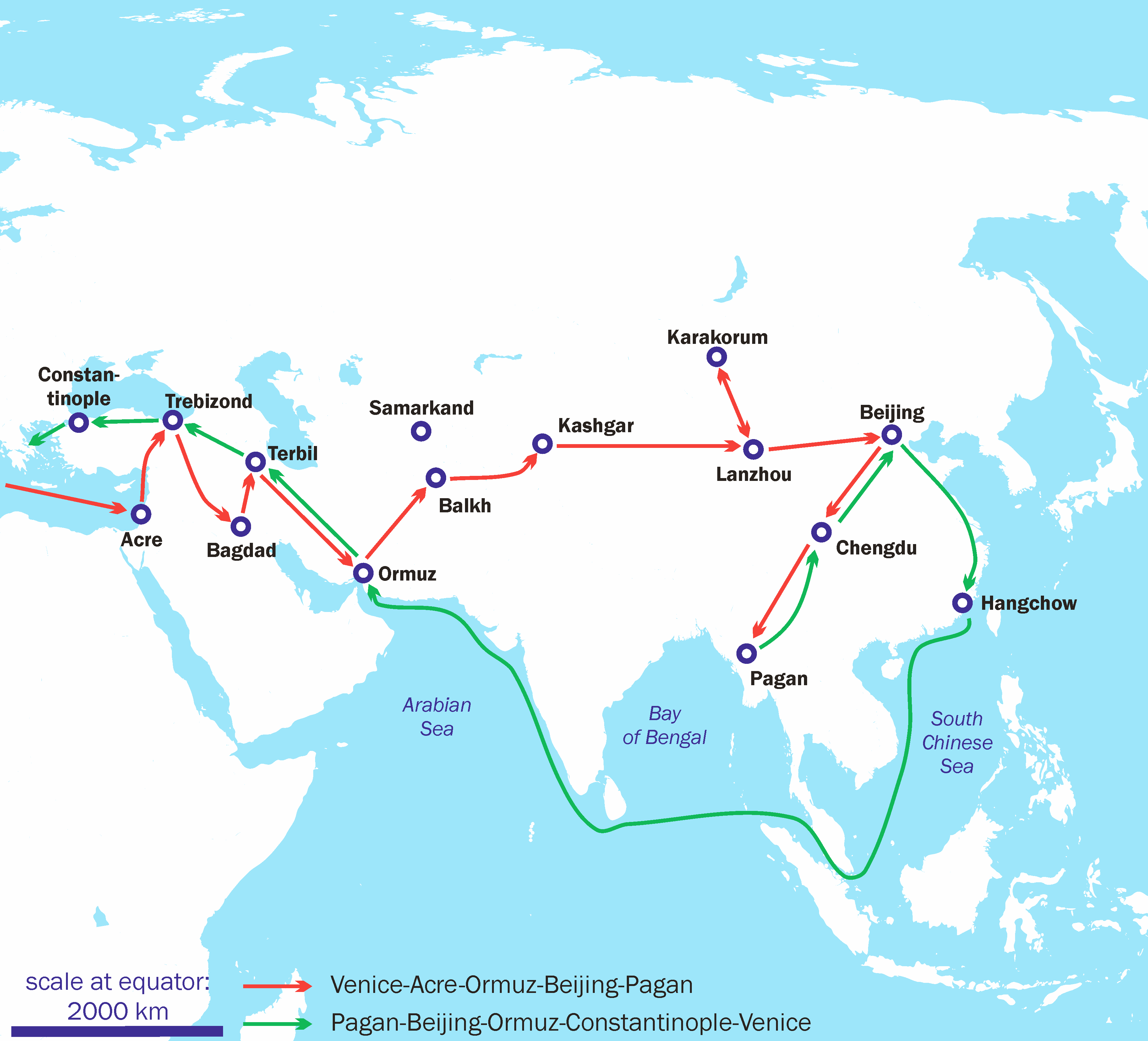
Mapa cesty

Roku 1271 se bratři vypravili na cestu. Tentokrát je doprovázel Niccolův sedmnáctiletý syn Marco a dva křesťané, kteří se však zalekli obtížného putování a z Arménie se vrátili domů. Z Arménie putovali Polové na jih, přes západní Ílchanát do Bagdádu, Basry a Hormuzu, který byl důležitým obchodním přístavem v jihovýchodním cípu Perského zálivu. Sem přijížděli kupci z Indie s kořením, drahými kameny a perlami, hedvábnými látkami a slonovinou, které místní obchodníci prodávali do mnoha dalších zemí.
Polové chtěli odsud plout do Číny, ale svůj úmysl neznámo proč změnili. Vydali se po souši na sever, vyprahlými oblastmi východní Persie, kde dlouhé dny neviděli živého tvora a jejich cesta byla lemována kostrami zvířat i lidí. Severním Afghánistánem přes pohoří Pamír a Turkestán pak dorazili na okraj největší asijské pouště Gobi a s karavanou se pustili přes ni.
Cílem jejich cesty byl opět Peking, od roku 1264 sídlo velkého mongolského chána. Kublaj je přijal s velkými poctami. Nejvíce si oblíbil mladého Marka a během sedmnácti let, které tu pobýval, mu svěřoval různé úřady. Například ho na tři roky zmocnil správou města a okresu Jang-čou v jižní Číně. Na cestách z titulu své funkce Marco Polo navštívil provincie Šan-si, Šen-si, S’-čchuan a Jün-nan, pravděpodobně i severní Barmu, a dále z Pekingu cestoval na jihovýchod až po přístav Cuan-čou.
V roce 1292 velký chán Marka Pola s otcem a strýcem bohatě odměnil a propustil, byť po jistém váhání, neboť se mu Polovy služby velmi hodily (oceňoval zejména, že na rozdíl od jiných správců provincií mu Polo nelže a podává o provincii objektivní zprávy). Do Benátek se vrátili po tříleté cestě. Na lodi se plavili Jihočínským mořem do Kočinčíny a na Sumatru, kde čekali půl roku na příznivý vítr. Poté pokračovali přes Cejlon na Malabárské pobřeží Indie a podél perských břehů do Basry. Nakonec se přes Černé moře, Trabzon (tehdy Trapezunt) a Konstantinopol dostali zpátky do Evropy.

## Závěr života
Po propuštění z vězení se Polo oženil. Jeho žena pravděpodobně pocházela z rodu Loredanů. Měli spolu tři dcery. Až do konce života se pak věnoval obchodu, a to úspěšně.

## Cestopis

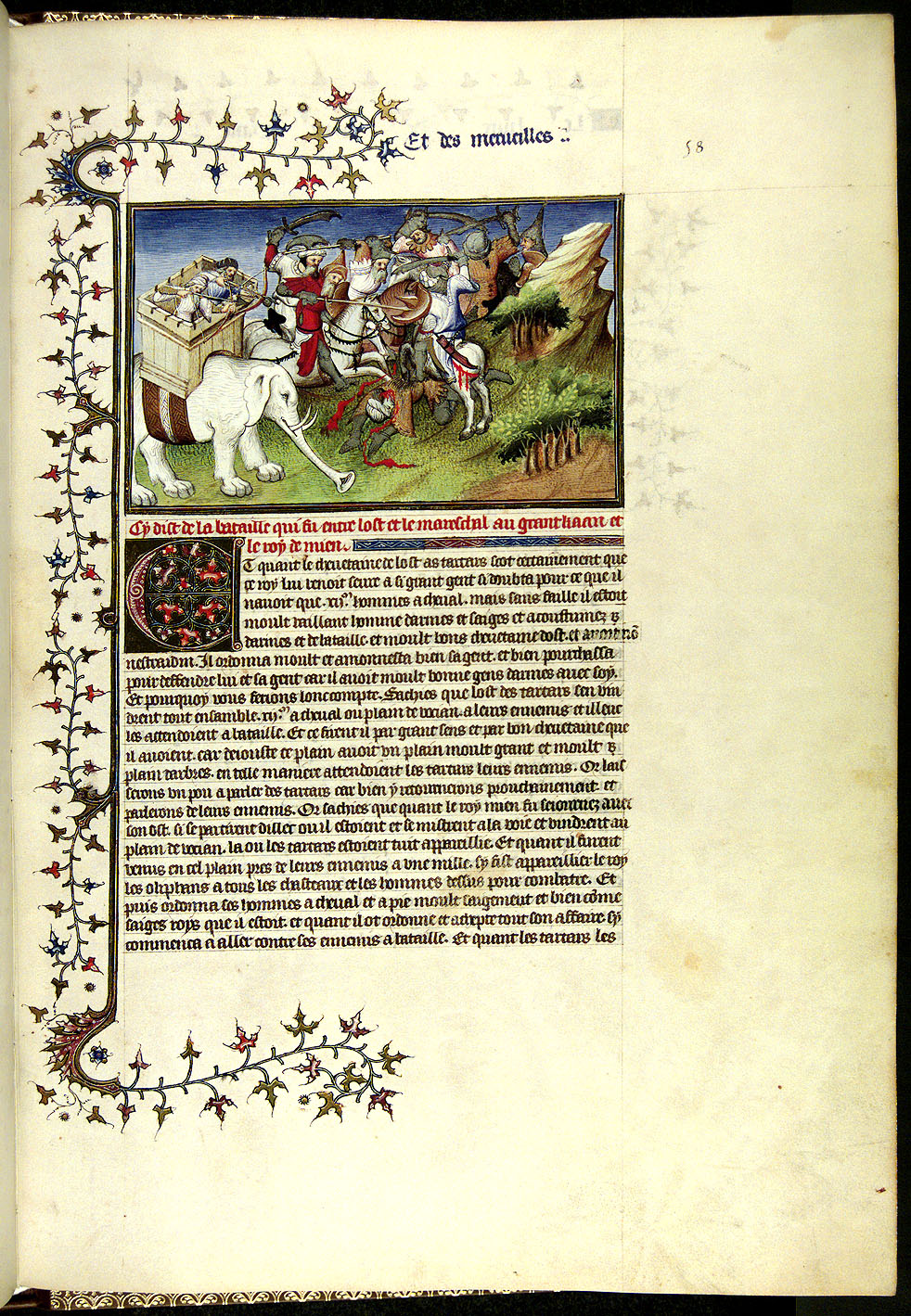
Milion, pařížský iluminovaný rukopis

Léta 1298–1299 strávil Marco Polo ve vězení v Janově jako zajatec Janovanů po bitvě benátského a janovského loďstva u Korčuly. Ve vězení trávil volný čas diktováním svých vzpomínek z cest (pravděpodobně v benátském nářečí s francouzskými prvky) Rustichellovi da Pisa (často nesprávně nazývaný Rusticiano), který je sepsal ve franko-venétštině, literárním jazyce kombinujícím benátskou italštinu s francouzskou slovní zásobou. Kniha se pak šířila v různých rukopisech a překladech pod různými názvy, jako Livres des merveilles du monde (Kniha o zázracích světa), Kniha Marca Pola, Cesta Benátčana Marca Pola apod. V Itálii je cestopis známý pod názvem Milione (asi podle autorovy přezdívky).
Cestopis je prvním zeměpisným dílem o Asii a nejcennějším zdrojem historických informací o tehdejší Asii. Je obzvlášť cenný kvůli fantastickým legendám z raného středověku. Podává informace o způsobu života obyvatel, počasí, pouštích, řekách, monzunech, o Tichém a Indickém oceánu a podobně. Východní Asie je vykreslená jako velmi bohatá, oplývající zlatem, drahým kořením, přístavy s čilým obchodním ruchem a velkými městy. Text pokrývá území od Persie po Čínu, Indii a východoindické souostroví, ale i území, která Marco Polo sám nenavštívil (Rusko, Sibiř, Japonsko a další). Dílo obsahuje i více zveličených informací, které jsou ale připisovány hlavně Rustichellovi.
Dílo bylo ve 14. a 15. století často čtené a bylo impulzem pro další objevitelské cesty, například pro Kryštofa Kolumba. Údaje z něj čerpali i kartografové.

## Pochybnosti
Určité pochybnosti o cestě, kvůli chybám v textu, vedly až k formulaci názoru sinoložky Frances Woodové, že Marco Polo doputoval jen do oblasti Černého moře nebo do Persie a informace o Číně a dalších zemích získal z tam dostupných spisů. Poukazuje se na to, že Polo se nezmínil o čínské zdi, o čajovém obřadu či o čínském písmu. Jiní badatelé (Stephen G. Haw, Igor de Rachewiltz) však tyto závěry odmítli a k důkazům předložili protiargumenty. Asi největší záhadou je, proč o přítomnosti Marca Pola v Číně neexistují záznamy přímo v čínských dokumentech té doby. Historikům se podařily dohledat dokumenty, kde je zmiňován dvorský úředník jménem Buolo, jenž může být ztotožněn s Marcem Polem. Je také možné, že používal čínské nebo mongolské jméno, které se jeho křesťanskému jménu ani nemuselo podobat.